# Sergei Wassiljewitsch Bulgakow
Sergei Wassiljewitsch Bulgakow (russisch Сергей Васильевич Булгаков, wiss. Transliteration Sergej Vasil'evič Bulgakov; geb. 1. Oktober 1859; gest. 1932) war ein russischer orthodoxer Theologe und Kirchenschriftsteller. Er war Dozent am Geistlichen Seminar in Charkow (Charkiw) und ist als Autor eines Handbuchs für Geistliche (Nastolnaya Kniga ..., Charkow 1900) hervorgetreten.

## Biografie
Sergei Bulgakow wurde 1859 geboren. Im Jahr 1879 schloss er sein Studium am Moskauer Geistlichen Seminar ab. 1883 schloss er sein Studium an der Moskauer Geistlichen Akademie mit dem Titel eines Magisters ab. Er war Lehrer am Charkower Geistlichen Seminar. Von 1901 bis 1911 war er Inspektor des Unterrichts am Institut für adelige Mädchen in Charkow.
Neben seinem bereits genannten Nastolnaja Kniga ist er auch Verfasser eines Handbuchs der Häresien, Sekten und Spaltungen (Sprawotschnik po jeresjam, sektam i raskolam; zuerst 1913). Das umfangreiche Werk katalogisiert eine lange Liste ausländischer und einheimischer russischer Sekten bzw. christlicher Gemeinschaften.
Er nahm zu vielen theologischen Themen Stellung. Zum Thema Fasten in Russland beispielsweise zitiert das Oxford Handbook of Christmas S. W. Bulgakow mit den Worten, dass es ein Mittel zur Förderung der Erhebung des Geistes über das Fleisch, der Herrschaft spiritueller und moralischer Bestrebungen über das Sinnliche sei.

## Schriften (Auswahl)
- Образцы святоотеческой и русской проповеди (опыт гомилетической хрестоматии; Харьков, 1887) / Beispiele patristischer und russischer Predigten (Erfahrung eines Homiletikers; Charkow, 1887)
- Практическое руководство к совершению богослужения православной церкви (Харьков, 1893) / Ein praktischer Leitfaden für die Feier des Gottesdienstes der orthodoxen Kirche (Charkow, 1893)
- Месяцеслов и Триодион православной церкви (5 вып., Харьков, 1898) / Menologion und Triodion der Orthodoxen Kirche (5 Ausgaben, Charkow, 1898)
- Настольная книга для священно-церковно-служителей (1-е изд., Харьков, 1892; 2-е изд., Харьков, 1900; 3-е изд., Киев, 1913, [1] 1993, Москва [репринт]) / Handbuch für Geistliche in der Kirche (1. Auflage, Charkow, 1892; 2. Auflage, Charkow, 1900; 3. Auflage, Kiew, 1913, [1] 1993, Moskau [Nachdruck]) – engl. Übers.
- Справочник по ересям, сектам и расколам (1913, переиздан в 2004) / Ein Handbuch der Häresien, Sekten und Spaltungen (1913, Nachdruck 2004) / Moskwa: Sowremennik 1994 Digitalisat *
- Монастыри в 1913 году // Русские монастыри : Центральная часть России : Град Москва. Рязанская, Тульская, Брянская, Калужская, Смоленская, Тверская, Ярославская, Владимирская, Московская епархии. — М.: Очарованный странник, 1995. — 396 с. / Klöster im Jahr 1913 // Russische Klöster: Zentraler Teil Russlands: Stadt Moskau. Diözesen Rjasan, Tula, Brjansk, Kaluga, Smolensk, Twer, Jaroslawl, Wladimir, Moskau. - M.: Otscharowanny strannik, 1995. - 396 S.